# Capilla de la Yedra (Jerez de la Frontera)
La capilla de la Yedra es una capilla barroca ubicada en Jerez de la Frontera, (Andalucía, España). Es la sede canónica de la Real Hermandad y Cofradía de Nazarenos de Nuestro Padre Jesús de la Sentencia y Humildad, Santísimo Cristo de la Yedra, Nuestra Señora de la Esperanza y Nuestra Señora del Rosario.
Se encuentra el altozano denominado la plazuela, definida a su vez por la intersección de las calles Empedrada y Sol, dentro del arrabal de San Miguel. En la calle Sol nació Lola Flores.
Diminuta pero urbanísticamente inteligente, domina su pequeña planta un escenario calado de blanco, tonalidades andaluzas, inmerso en un barrio marinero y flamenco.

## Origen
El origen de la capilla de la Yedra era una cruz de humilladero, al igual que la cruz que dio origen a la Capilla de las Angustias. La cruz de este humilladero mostraba un crucificado rodeado por una hiedra, dando pie al nombre de la posterior capilla. Esta cruz de humilladero, al igual que las otras, eran cruces a las afueras de las ciudades y junto a los principales caminos, permitiendo a los viajeros que agradecieran la protección recibida para llegar sanos y salvos a la ciudad.
En 1724 se sustituye la cruz por una capilla, desplazando al crucificado al medio de la plaza, hasta que por su deterioro fue eliminada. La capilla sería auxiliar de la Iglesia de San Miguel. En 1774 se amplia la capilla con una sacristía y casa de la santera.

## Descripción
La fachada coronada, estrecha y pequeña está totalmente decorada por el baquetón mixtilíneo que rodea la portada. 
Del interior, cubierto por bóveda de cañón, destaca por su calidad la imagen de la virgen de la Esperanza, tallada en los primeros años del siglo XVIII. Imagen que recibe la Medalla de Oro de la Ciudad de Jerez en 2012 previa a su coronación canónica

## Conservación
El estado de la capilla es bueno para la tiempo que tiene. No obstante, en 2015 han comenzado unas obras de la piedra arenisca de la fachada. En 2018 se recibe una subvención para su arreglo